# 1120-ті до н. е.

## Події
Возвеличення жрецтва Амона при слабкій владі фараона Рамсеса IX в Єгипті. Розграбування царських гробниць.

## Правителі
- фараони Єгипту Рамсес VIII та Рамсес IX;
- цар Ассирії Ашшур-реш-іши I;
- царі Вавилонії Нінурта-надін-шумі та Навуходоносор I;
- царі Еламу Шилхак-Іншушинак та Хутелутуш-Іншушинак;